# Sinònim
Si cerqueu el terme taxonòmic, vegeu Sinònim (taxonomia).
Dues paraules són sinònimes quan tenen un significat igual o molt similar. Els sinònims són objecte d'estudi de la semàntica. Totes les paraules poden tenir un sinònim potencial, si bé les classes obertes tenen més probabilitats de tenir-ne un o d'incorporar-lo (és a dir, és més probable que un nom tingui un sinònim ara o en el futur que una preposició, per exemple).
De fet, la sinonímia total no existeix gairebé mai, perquè cada paraula aporta un matís nou o tendeix a usar-se en un context propi. Existeixen varietats geogràfiques (es prefereix un mot propi de la zona a un altre), per formalitat del discurs (els cultismes són més freqüents en la llengua formal), per grup social de pertinença (no parlen igual joves que adults o membres de diferent classe), per connotació… Per això, la psicosemàntica i certs corrents de la lingüística cognitiva defineixen la sinonímia no per la similaritat de significats, sinó justament com un fenomen de contrast, ja que hi ha cert sema de la paraula o certa convenció social sobre el seu ús que fa que no sigui exactament igual que l'altra de la qual és sinònima.
Una perífrasi pot actuar com un sinònim, de manera que s'usa una expressió en comptes d'una paraula, usualment per a eufemismes o per a evitar repeticions.
Exemples:
- Casa: llar, domicili, residència...
- Cotxe: vehicle, automòbil...
- Costum: hàbit, pràctica, ús...
- Persona: individu, ésser...